# 제2차 네오지온 항쟁
제2차 네오지온 항쟁(일본어: 第二次ネオ・ジオン抗争)은 극장판 애니메이션 《기동전사 건담 역습의 샤아》에서 그려진 지구연방군과 신생 네오지온 간의 가공의 전쟁이다. 샤아의 반란(일본어: シャアの反乱), 액시즈 전쟁(일본어: アクシズ戦争) 또는 자료에 따라서는 제2차 네오지온 전쟁(일본어: 第二次ネオ・ジオン戦争)이라고도 호칭된다.

## 같이 보기
- 샤아 아즈나블